# Karlfeldtpriset

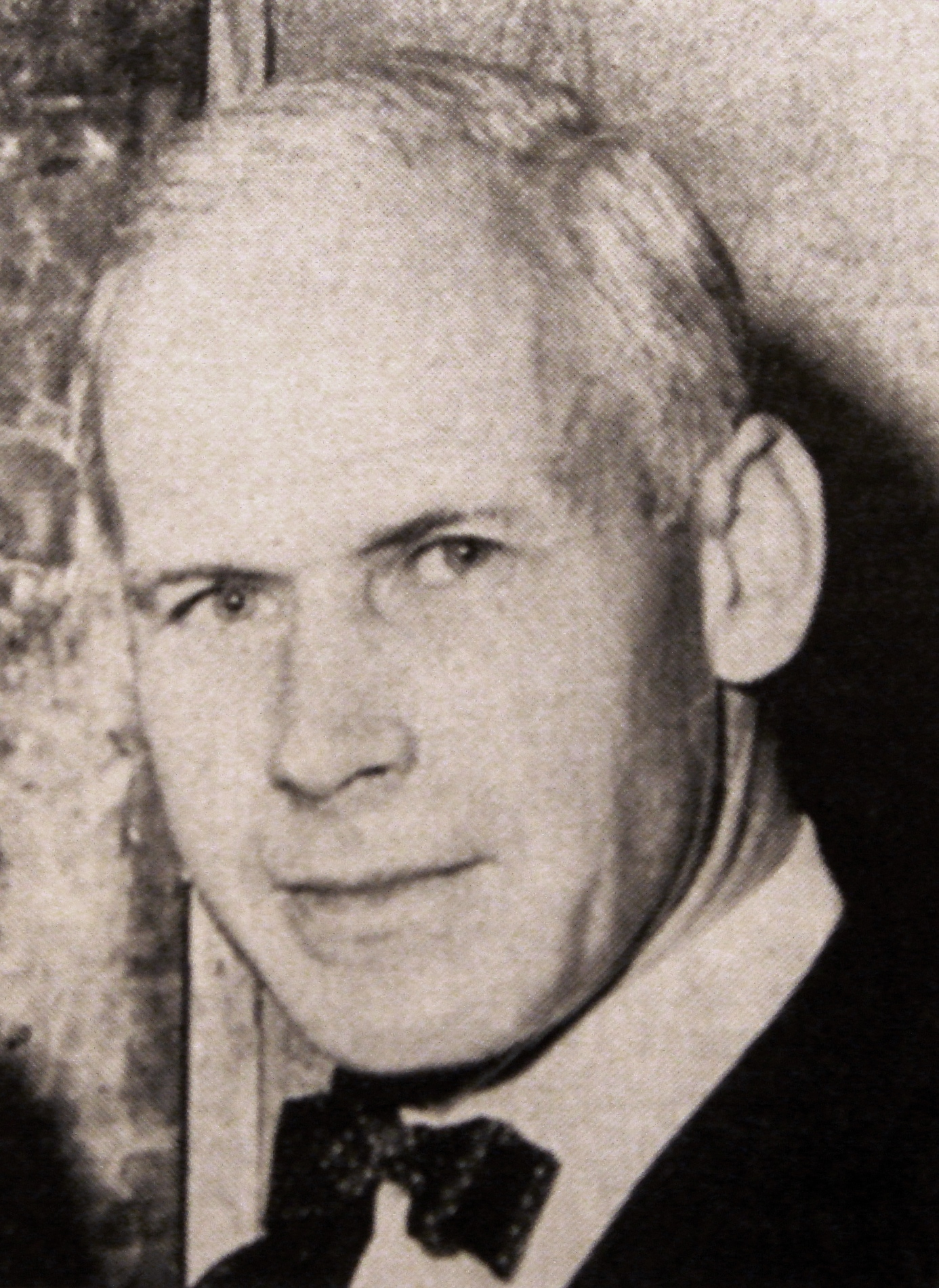
Olof Lagercrantz pristagare 1988

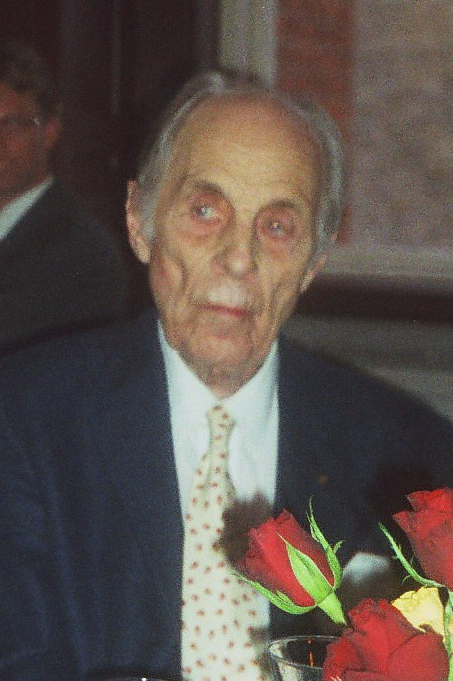
Jöran Mjöberg pristagare 1995

Karlfeldtpriset är ett litterärt pris på f n (2022) 75 000 kronor som utdelas, om möjligt, vart tredje år av Karlfeldtsamfundet till en konstnär som arbetat inom Erik Axel Karlfeldts egen sfär eller forskare som bidragit till förståelsen av Karlfeldts diktning.

## Pristagare
- 1988 – Olof Lagercrantz
- 1990 – Caj Lundgren
- 1991 – Karl-Ivar Hildeman
- 1995 – Jöran Mjöberg
- 1998 – Bengt Emil Johnson
- 2001 – Lennart Sjögren
- 2004 – Margareta Jonth
- 2007 – Birgitta Lillpers
- 2010 – Gunnar Harding
- 2014 – Olle Persson[2]
- 2016 – Katarina Frostenson
- 2018 – Christer Åsberg
- 2022 – Ingela Strandberg

### Fotnoter
1. ↑  ”Karlfeldt-priset”. Karlfeldtsamfundet. Arkiverad från originalet den 4 september 2012. https://archive.is/20120904063836/http://www.karlfeldt.org/Karlfeldt/Karlfeldtpriset.html. Läst 30 maj 2012.
2. ↑  Karlfeldtsgården